# Basilika Unserer Lieben Frau von Lourdes (Santiago de Chile)

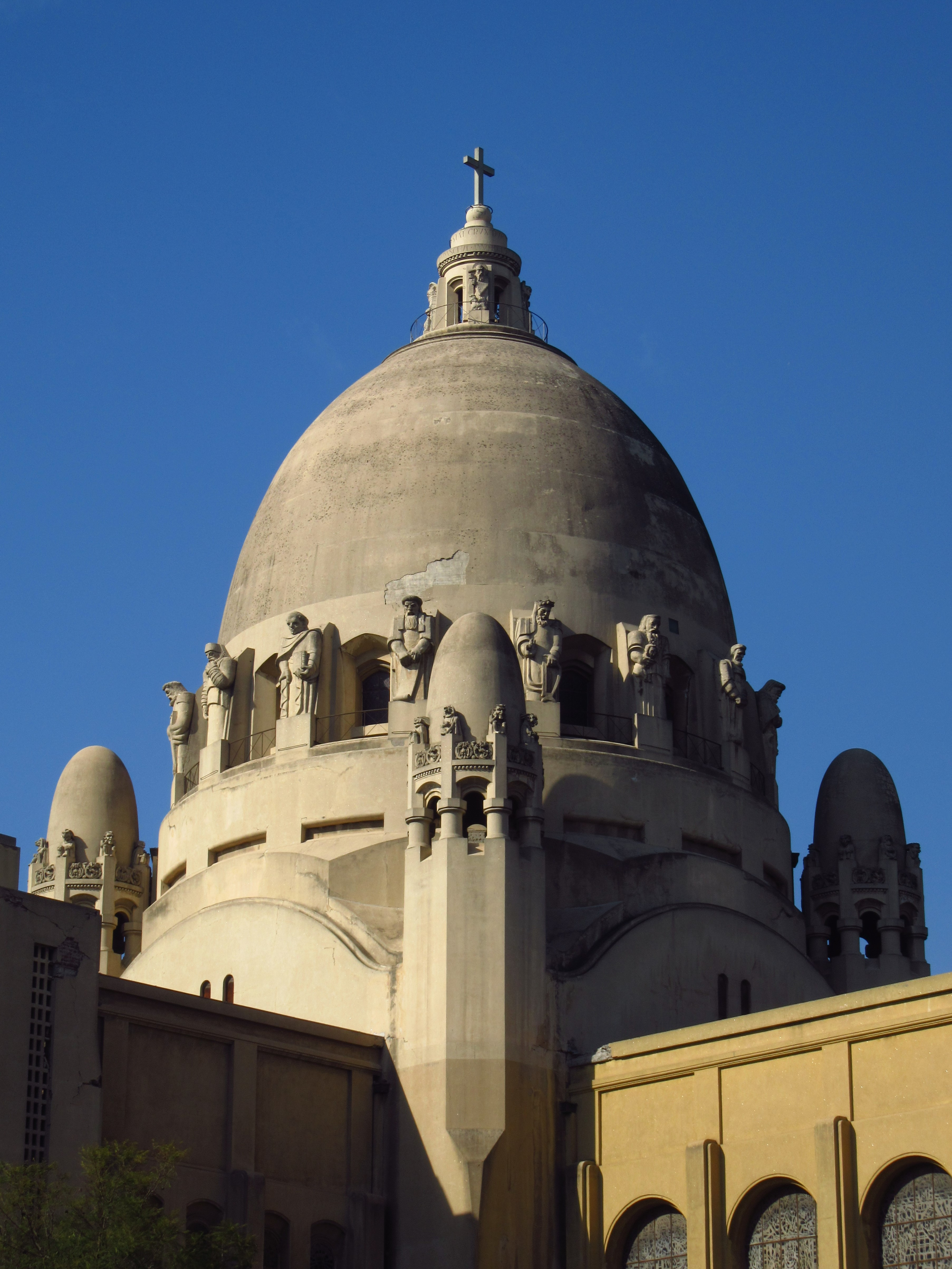
Außenansicht der Basilika, 2017

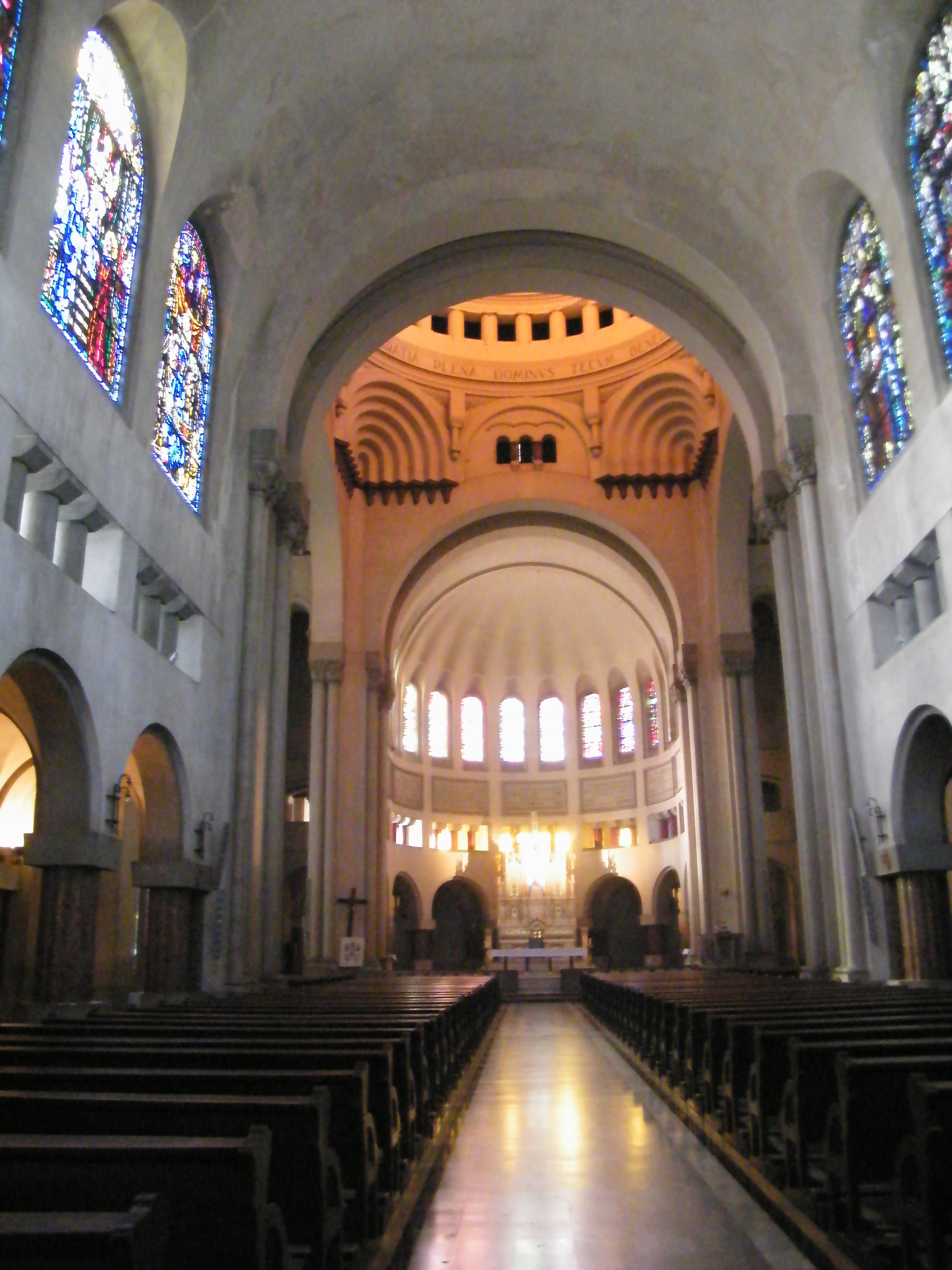
Innenraum

Die Basilika Unserer Lieben Frau von Lourdes (spanisch Basílica de Nuestra Señora de Lourdes) ist eine römisch-katholische Kirche in Santiago de Chile, der Hauptstadt Chiles. Die Kirche ist unter der Anrufung Unserer lieben Frau in Lourdes der Gottesmutter Maria geweiht und bildet zusammen mit der Lourdesgrotte ein Heiligtum. Die Kirche des Erzbistums Santiago de Chile trägt den Titel einer Basilica minor.

## Geschichte
Im Jahr 1876 wurde auf Initiative von Pater Jacinto Arriagada von der Kirchenbehörde genehmigt, eine Kirche zu Ehren der Jungfrau von Lourdes zu bauen. Das Grundstück neben dem Park Quinta Normal wurde von Alejandro Vigouroux gespendet. Hier erfolgte der erste Kirchenbau von 1880 bis 1893 sowie die Erstellung einer Lourdesgrotte. Auf der linken Seite der Grotte wurden Gemälde des chilenischen Künstlers Pedro Jofré zur Geschichte der 18 Erscheinungen ergänzt, auf der rechten Seite ein Wasserbrunnen, der 1908 eingeweiht wurde. Wegen der vielen Pilger wurde eine wesentliche Erweiterung der Kirche notwendig. Neben der Kirche wurde ein Kloster der Assumptionisten errichtet.
Der Bau der neuen Kirche begann 1929 und wurde durch viele Spenden möglich, besonders über die seit 1901 erscheinende Zeitschrift The Eco of Lourdes. Die Kirche konnte ab 1950 bereits genutzt werden und wurde 1958 fertiggestellt. Die Kirchweihe fand unter dem Vorsitz von Alfredo Cifuentes Gómez, Erzbischof von La Serena, zum einhundertjährigen Jubiläum der Erscheinung in Lourdes statt. 1992 wurde die Lourdeskirche von Papst Johannes Paul II. zur Basilica minor erhoben.  Aufgrund des Erdbebens von 2010 erlitt die Basilika im Inneren, an der Buntverglasung und in der Kuppel Schäden, ebenso die Grotte und der Glockenturm. Die Sanierung war 2018 noch nicht abgeschlossen.

## Architektur

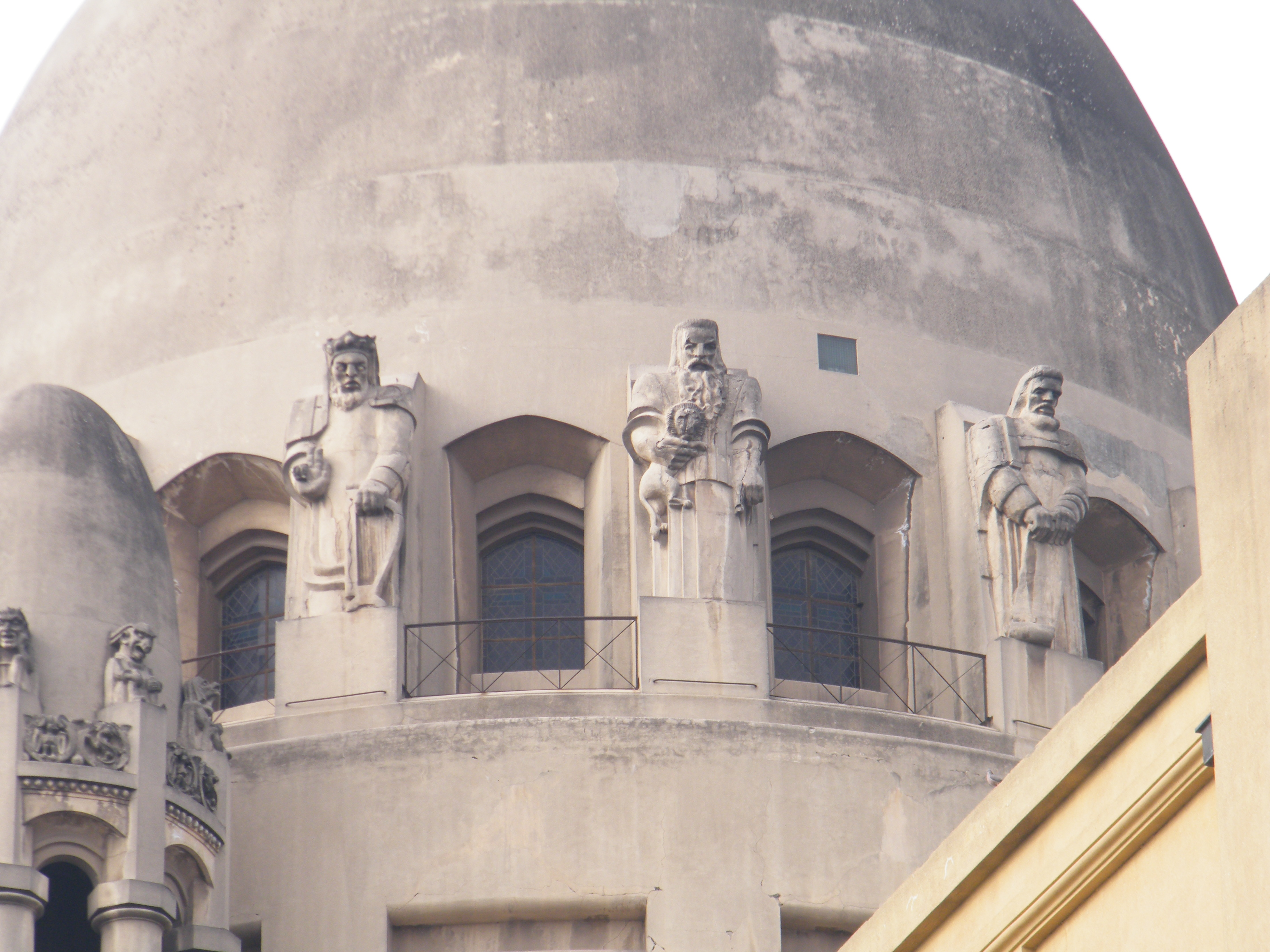
Außenseite der Kuppel mit Prophetenstatuen

Die Architekten und Eduardo Costabal Zegers gestalteten die geostete Basilika im neobyzanthinischen Stil, was sich besonders an den massiven Fassaden und den Mosaiken des Innenraums erkennen lässt. Für die Deckengestaltung wurden neben den Tonnengewölben auch neogotische Elemente eingesetzt. Auf dem Grundriss eines lateinischen Kreuzes erhebt sich über der Vierung die innen 40 Meter hohe, doppelschalige Kuppel, deren Außenschale 70 Meter hoch ragt. Die schmalen Seitenschiffe des Langhauses werden durch Säulen vom Mittelschiff abgegrenzt, auf denen die Architrave ruhen. In der Mitte stehen vier Säulen mit doppelter Dicke, die die Kuppel tragen. Der Hochaltar steht in einer runden Apsis, die von einem Chorumgang umgeben ist. Teile des Innenraums wurden mit roten Marmorplatten ausgekleidet. Der Glockenturm wurde auf der linken Seite des Südportals errichtet. Als Werkstoff kam für die Kirche zur Erdbebensicherheit Stahlbeton zum Einsatz. Ebenso wurde deshalb auf der Außenseite der Kirche die Ausschmückung gering gehalten.

## Ausstattung

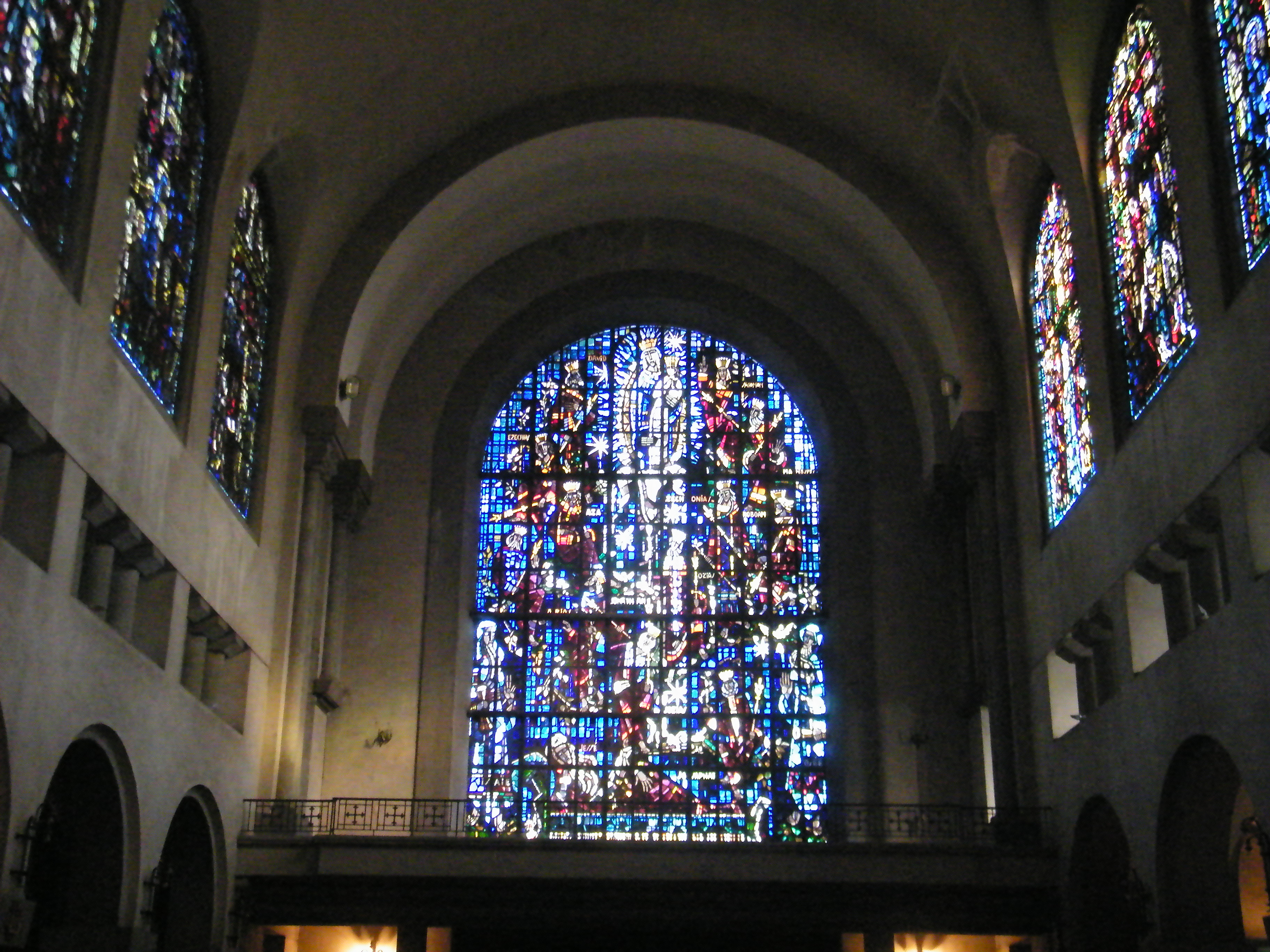
Westfenster

Die Kirche ist mit insgesamt 650 m² großen Glasfenstern des französischen Künstlers Gabriel Loire in seiner besonderen Technik mit dicken Glasscheiben ausgestattet, er hat auch das Mosaik des Abendmahls in einer der Apsiden erstellt. Die Skulpturen die 16 Propheten auf einem Ring unterhalb der Kuppel stammen von der Bildhauerin Lily Garáfulic, sie haben eine Größe von 3,5 Meter.